# B'z
B'z（發音： /biːz/）是日本雙人搖滾組合，由吉他手松本孝弘與主唱稻葉浩志在1988年結成。所屬經紀公司為VERMILLION。所屬唱片公司是VERMILLION RECORDS。官方粉絲俱樂部為「B'z Party」。

## 概要
1988年以同時發售單曲〈所以請放開那隻手〉和專輯《B'z》出道。在1990年發售的5th單曲〈太陽的Komachi Angel〉首次獲得Oricon公信榜第1位，在同年發售的4th專輯《RISKY》、1991年發售的10th單曲〈LADY NAVIGATION〉首次獲得百萬銷量紀錄等作品熱銷不斷，迄今為止已有15張單曲、19張專輯獲得百萬銷量紀錄。其中，1998年發售的精選輯《B'z The Best "Pleasure"》除了是日本國內音樂史上首次總銷量突破500萬張外，與同年發售的《B'z The Best "Treasure"》2作品合計獲得約1,000萬張總銷量紀錄。目前唱片總銷量累積突破8,000萬張，為日本Oricon公信榜設立以來最高成績，並在全球唱片總銷量累積超過1億張。2007年進入名人堂「Hollywood's RockWalk」，成為了目前唯一受此殊榮的亞洲音樂家。2008年由金氏世界紀錄授予「日本最暢銷專輯藝人」認證。
自1989年起冠名為「LIVE-GYM」的演唱會，迄今為止除了舉辦在日本國内從LIVE HOUSE到體育場，直至日本國外各式各樣的會場外，亦會在各種音樂活動上出演。

### 組合名

#### 組合名由來
關於「B'z」的名稱，成員在訪談等表示「並無深刻含義」，但有著「具現代感似記號般的類型為佳」，以猶如企業標誌般設計化的簡潔名稱為要求。B'z的2人對於名稱由來的說明並無一貫性，存在諸多曖昧地說詞，在2012年的訪談中松本表示「以往適當地隨意作答了」。在迄今為止的陳述有「以Z結尾是最初就決定好的，經過與工作人員商量的結果成為了『B'z』」、「想使用『Z』是因為該字母微妙差異的具有男性化地氛圍，與『B』結合後得到的結果便是『B'z』」、於1995年使用的B'z標誌由來為「成群的蜜蜂（Bee的複數型）即是『B'z』」、「使用了英語拉丁字母的首字母與尾字母『A to Z』，包含了『A到Z的一切皆含於內』的意義，例舉出『A'z』（發音： /ɑːz/）作為候補，但因有被讀成「愛滋（AIDS）」的可能性而檢討其他方案，結果便以『A其後即是B』為由成為了『B'z』」。

此外，除了還陳述過「因諸多強力樂團的名稱皆以『B』為首，亦有『B'z似乎很容易記憶』等意見定案」、「『A'z』方案亦有取自以『吉他Ace』與『主唱Ace』的聯手為由來，但因發音難讀而成為了『B'z』」等外，在2012年的訪談中，松本亦作過這樣的發言「從前還回答過『是The Beatles的"B"，與Led Zeppelin的"z"』」。
根據Being（現今B ZONE）創始人長戶大幸的陳述表示，每次成立樂團皆得在必須取得商標上傷腦筋，由於當時正處於「JT」（日本煙草產業）及「JR」（伴隨著舊日本國有鐵道民營化後其集團的總稱‧簡稱）等名稱問世時，當初便打算將組合名取作「A'z」。然而，因同時期樂敦製藥的「AtoZ」頻繁在電視廣告上播放，便成為了被周遭揣測為「是取自樂敦製藥的對吧」，故停止了所有的「A'z」測試盤並命名為「B'z」。

#### 讀法
關於「B'z」的發音，雖然在日本世間以無抑揚頓挫的平板讀法「B'z」成為了主流，但成員們及關係者皆是在「B」放置重音，讀作『B'z』（發音： /biːz/）。關於平板的發音方式被普遍化的理由，NHK放送文化研究所講述了以下見解，以「關於NHK節目內的發音，是由負責人做決定」為開場白，「（日語中外來語的）吉他（ギター）、連續劇（ドラマ）、電影（映画）、導演（ディレクター）。這類單詞，曾經是將字首發為高音，但如今卻是以讀作平音為主流對吧。由於是以日語習性來組織言語，因此對於陌生單詞腦中會有習慣的重音位置，並且隨著言語脫口而出的次數增加，會有逐漸向後推移，產生穩定讀法的情況發生。因此將「B'z」發為平音，便是順其自然的結果吧」。

## 成員
參照官方網站的「BIOGRAPHY」。
| 姓名                   | 職務               | 出生年月日    | 出生地 |
| ---------------------- | ------------------ | ------------- | ------ |
| 松本孝弘 TAK MATSUMOTO | 吉他、作曲、製作人 | 1961年3月27日 | 大阪府 |
| 稻葉浩志 KOSHI INABA   | 主唱、作詞         | 1964年9月23日 | 岡山縣 |

### 成為2人組的原因
起初，松本以由少數人結成樂團為計畫尋找成員，但狀況卻持續陷入未曾遇見令其滿意的人選。在該情況下與稻葉相遇並結成了2人組的音樂組合「B'z」，但松本表示「為了擴展人聲與吉他極其模擬樂器的可能性，若可以的話便以電腦及各種新器材進行同時對比與共存」、「由我來寫曲、他（稻葉）來寫詞，邊歌唱邊彈吉他便足已創作出音樂，因此未必需要再加入其他成員」。
當時的日本國內音樂面處於所謂「樂團熱潮」的正盛之時，因此B'z的出道亦顯得別具異彩。對此，松本表示「由於作為伴奏音樂家達到極限，因此僅只是認為到了該組織團體的時機而有所行動，和樂團熱潮無關」。另一方面，關於演唱會，松本則表示「因為不認為僅用電腦即可呈現出演唱會的優點，所以欲選擇聘請優秀的支援樂手」。

## 音樂性

### 音樂類型
起初是將電腦編曲結合硬式吉他的音樂風格，接近TM NETWORK的聲響。對於當時松本表示「B'z的初期，確實承襲了（自己作為支援樂手參與的）TM的流派」、「我認為始於TM的東西，亦成為了迄今的我的風格的一部分」、「B'z初期受到小哲（小室哲哉）很大的影響」，是一個來自製作人長戶大幸「將姿容類似TM成員的樂團人組織起來，打造出全新的團體」曾具有這種概念的企劃組合。
此外，松本與稻葉在喜愛的吉他手或歌手、今後欲嘗試的事物上亦會不謀而合，殘留部分使人起勁的8拍子搖滾、電腦編曲堅持製作出具有人性化的韻律。之後，因交疊著錄音及巡演而發表帶有強烈搖滾色彩的作品，納入了支援樂手後彰顯出樂團氣息。

並且，會在以硬式搖滾為根基的同時，將原音、藍調、爵士、靈魂、迷幻、放克、重金屬、雷鬼、拉丁、進行曲、歌謠曲等各式各樣的音樂類型引入作品。
據說在日本國內所謂的「J-POP」之中，活動於一邊以硬式搖滾為根基一邊狙擊排行榜上位的除了B'z外已絕無僅有。

### 樂曲製作
B'z的歌曲是由稻葉浩志擔任作詞、松本孝弘擔任作曲。B'z自結成之初對歌曲便有「我們自己來想辦法創作」這樣的構想，自然而然便成為由負責吉他的松本作曲、負責主唱的稻葉作詞。不過，由於2人皆是自B'z起開始從事正式的作詞、作曲的創作活動，因此1st專輯《B'z》中所收錄的〈Nothing to Change〉作詞是由亞蘭知子擔任、作曲是由大槻啓之擔任，根據松本表示「當時那是極限了」。此外，由於稻葉會對以日語撰寫歌詞或用日語歌唱產生抵觸，因此首次作詞時度過了苦思焦慮的生活。
基本上是從松本創作出旋律或吉他連複段等片斷產物開始，之後在撰寫歌詞以所謂的「曲先」製作，但亦具有應用已有庫存歌詞或旋律來製作的情況。松本會將浮現於腦海中的主意用錄音機或手機錄音，若身旁沒有吉他便會以純粹哼唱錄音。稻葉亦會將靈光乍現的想法寫成筆記或用手機錄音。此外，稻葉亦表示關於B'z歌曲的作詞，有許多是經由松本演奏的旋律及音色喚起言詞。關於編曲，當初是由明石昌夫單獨執行，自1st迷你專輯《BAD COMMUNICATION》時起，執行手法為先由松本與明石製作出基礎在由稻葉撰寫歌詞，但在6th專輯《RUN》是直至製作途中為止皆是巡演成員一同錄音。稻葉表示自身是從7th專輯《The 7th Blues》錄音時起對錄音室作業具體地產生興趣，自8th專輯《LOOSE》錄音起稻葉開始參與製作，在16th單曲〈心願〉稻葉首次並列編曲製作人員名單。此外，除了B'z兩人開始將支援樂手、導演等對於編曲的意見、想到的主意具現化為音符外，亦具有將DEMO交給複數編曲家並採用優秀編曲的情況。
錄音是將松本的吉他獨奏或稻葉的歌聲進行個別錄製，松本在關於歌詞的部分多是於稻葉歌入後在首次聆聽。松本的吉他獨奏錄音，是從數種彈法中定奪樂句，亦有表示將幾種樂句混合彈奏的情況居多。錄音地點大多是在洛杉磯與東京進行，關於製作等錄音室作業除了洛杉磯及東京外，亦會在紐約、夏威夷、沖繩、福岡、大阪等地進行。此外，曾經亦具有為了學習美國的製作流程及作業而前往洛杉磯迎接英國音樂製作人Andy Johns進行錄音，並作為20th單曲〈Real Thing Shakes〉發售等，起用外部製作人來製作歌曲的情況。

### B+U+M
「B+U+M」是曾經的B'z的音樂製作集團，名稱由來為「B'z Unreal Music」的首字母。雖然B'z是由吉他手松本孝弘與主唱稻葉浩志所構成，但以「實現出光憑我們自己無法實現的音樂」為目的結成了「B+U+M」，主要從事過B'z的樂曲製作及演唱會支援等活動。在1990年發售的3rd專輯《BREAK THROUGH》中所收錄的「B･U･M」一曲內具有「Here we are B'z & the Funky Crew」這句暗示「B+U+M」的歌詞，在同年發售的4th單曲〈BE THERE〉該集團首次列入製作人員名單。此外，在1990年11月16日作為B'z的經紀公司成立了「B.U.M」，並於2001年成立了繼承「B.U.M」的「VERMILLION」。之後，為了有效活用「B'z是2個人」這樣的優點，在1994年發售的15th單曲〈MOTEL〉製作完成後，最終解散了「B+U+M」。
| 姓名     | 職務              | 備考                                                                                                |
| -------- | ----------------- | --------------------------------------------------------------------------------------------------- |
| 松本孝弘 | 吉他              | |
| 稻葉浩志 | 主唱              | |
| 明石昌夫 | Manipulator、貝斯 | 演奏貝斯是自1992年發售的11th單曲〈ZERO〉起                                                          |
| 野村昌之 | 音訊工程師        | |
| 寺島良一 | 音樂總監          | |
| 田中一光 | 爵士鼓            | 自1992年發售的11th單曲〈ZERO〉起直至1993年發售的12th單曲〈儘管愛是放縱任性的 我唯獨不願傷害你〉為止 |
| 畠山勝紀 | 吉他技師          | 自1992年發售的11th單曲〈ZERO〉起                                                                    |

## 來歷

### 1988年（相遇至出道）
隸屬於音樂製作公司Being，作為濱田麻里、TM NETWORK等藝人的巡演支援樂手或錄音室樂手活動的吉他手松本孝弘，為了實現「創建一個可以展現自身音樂的樂團 」這樣的構想，開始朝結成樂團為目標進行活動。雖然曾有一段時間在音樂雜誌上公佈了與某歌手組成樂團的消息，但最終並未順利出道。
1988年5月，松本由Being社長兼音樂製作人的長戶大幸遞交了1捲DEMO。那捲DEMO收錄了隸屬於「Being音樂振興會」（之後的Being Music School）的稻葉浩志所翻唱的T-Bone Walker的〈T-BORN SHUFFLE〉、Led Zeppelin的〈YOU SHOOK ME〉、Billy Joel的〈Honesty〉。當時的長戶是抱持著「稻葉想做點什麼，迫切早日出道」的想法。聽了稻葉歌聲的松本便決定採用稻葉為主唱，於是通過長戶，2人首次見面。日後關於當時松本表示「由於DEMO也聽了、照片也看了，因此（在與稻葉見面之前）就已經決定是他了」、「只剩下希望是個『好人』就好了」。
後天在當時位於六本木的錄音室「SOUND JOKER」即興共演了The Beatles的〈Let It Be〉、〈Oh! Darling〉。然而，由於放大器故障導致當日並未共演完2曲，但根據松本表示「大約10分鐘就確定了」。然後，便作為組合名「B'z」在1988年9月21日以同時發售單曲〈所以請放開那隻手〉與專輯《B'z》出道。專輯的廣告標語是「從最頂端開始加速」（最先端から加速する）。初次見面直至出道僅約短短4個月間，由於是在任憑尚未建立起信賴關係或友誼便直接開始邁向出道活動，因此對於稻葉而言表示「迄今為止，未曾被松本先生說過『一起來組樂團吧』」。
對於松本而言，據說當時的唱片公司具有「發售到3張專輯前必須走紅」的方針，B'z打從一開始就有「不暢銷便沒有意義」的高度意識，思索着「該怎麼做會暢銷？」。稻葉表示，具有「以（當時最暢銷的音樂雜誌）封面為目標」、「要在3年內登上（週刊排行榜誌）「Oricon」（刊登了第1位直至第50位為止）的左頁」這樣的B'z「3年計畫」。此外，初期製作人是中島正雄，在松本成為了總製作人後，中島的名義改為了「監察人」。

### 1988年（出道後） - 1993年
出道第1年的戰略是以製作音源並發行來維繫話題，當時的松本具有「在至少出2張專輯前絕對不辦巡演」、「並非從LIVE HOUSE起，起初要自音樂廳展開做下去」這樣的願景。為此松本任職了YAMAHA的評論員並舉辦了「吉他研討會」，在研討會後與同行的稻葉一同披露B'z，周遊了日本全國各地進行宣傳活動。當時，由於松本尚殘留參與TM NETWORK的行程，因此亦有在音樂會前後舉行研討會的時期。
B'z首次在觀眾面前披露現場表演是，1989年在TM NETWORK及FENCE OF DEFENSE的音樂活動上作為開場表演出演時，松本表示首次邊彈吉他邊在身旁注視著身臨演唱會上歌唱的稻葉時，便「感到『這絕對可行』」。2nd專輯《OFF THE LOCK》發售後，在東名阪的3個場地舉行了首次獨立演唱會「B'z LIVE-GYM #00 "OFF THE LOCK"」。於3rd專輯發售前以實驗性質發表的1stEP《BAD COMMUNICATION》持續長期熱銷中，在1990年發售的3rd專輯《BREAK THROUGH》獲得Oricon公信榜初登場第3位，達成進入TOP10。
雖然迄今為止皆是專輯與單曲同時發售，但即便4th單曲〈BE THERE〉是單獨發售單曲，亦達成了進入Oricon公信榜TOP10。此外，自本單曲起除了收錄曲開始以「1st beat」、「2nd beat」作為表記外，將音樂製作集團「B+U+M」列入了製作人員名單。緊接著在5th單曲〈太陽的Komachi Angel〉首次獲得Oricon公信榜第1位、在4th專輯《RISKY》首次獲得專輯榜第1位，達成了百萬銷量記錄。這年發表了5張單曲、2張原創專輯、1張迷你專輯、1張影像作品，每月奪得各家音樂雜誌篇幅，並成功登上了封面。1991年發售的8th單曲〈LADY NAVIGATION〉是單曲首次達成了百萬銷量紀錄（並且，自「LADY NAVIGATION」起直至1996年發售的20th單曲〈Real Thing Shakes〉為止，是13張作品連續獲得百萬銷量紀錄）。此外，1991年是舉行了從迄今為止發表過的樂曲中，演奏人氣曲等歌曲的「B'z LIVE-GYM "Pleasure '91"」的一年，並從此將Pleasure系列化。5th專輯《IN THE LIFE》發售後，翌年舉行了「B'z LIVE-GYM '91-'92 "IN THE LIFE"」。
1992年的「B'z LIVE-GYM Pleasure '92 "TIME"」是在競技場等級的會場攜入名為「STAR FISH」的可動式照明桁架，於觀眾席360度全方位設置。這年發售了10th單曲〈BLOWIN'〉與11th單曲〈ZERO〉、6th專輯《RUN》與4th迷你專輯《FRIENDS》。1993年舉行了「B'z LIVE-GYM '93 "RUN"」，在巡演中發售了12th單曲〈儘管愛是放縱任性的 我唯獨不願傷害你〉與13th單曲〈裸足的女神〉。夏季於2日間在渚園（静岡縣弁天島海濱公園）舉行了B'z的首次野外演唱會「B'z LIVE-GYM Pleasure '93 "JAP THE RIPPER"」。

### 1994年 - 1998年
1994年，自14th單曲〈Don't Leave Me〉發售日起舉行了「B'z LIVE-GYM '94 "The 9th Blues"」，本巡演分為〈PART1〉與〈PART2〉合計1整年舉行了87場演唱會。此外，在成為了首次推出CD2枚組的7th專輯《The 7th Blues》發售日，於日本全國31家報紙實施了音樂界首次共30面全彩2頁的廣告開發。在15th單曲〈MOTEL〉發售後最終解散了製作團隊「B+U+M」。
1995年，發售16th單曲〈心愿〉，自17th單曲〈love me, I love you〉發售日起以體育場等級的會場為中心舉行了「B'z LIVE-GYM Pleasure '95 "BUZZ!!"」。在巡演上作為未發表曲披露的〈LOVE PHANTOM〉作為18th單曲發售。以「B'z是2個人」返回原點製作而成的8th專輯《LOOSE》總銷量達到了300萬張。1996年在19th單曲〈看不見的力量 ～INVISIBLE ONE～/MOVE〉發售後，舉行了「B'z LIVE-GYM '96 "Spirit LOOSE"」。在巡演上披露的通篇英語歌詞的〈Real Thing Shakes〉作為20th單曲發售。
1997年，在21st單曲〈FIREBALL〉發售後舉行了「B'z LIVE-GYM Pleasure '97 "FIREBALL"」，成為了含有名古屋巨蛋柿落公演的首次巨蛋巡演。在巡演上作為未發表曲披露的〈Calling〉經過大幅改編後作為22th單曲發售。在9th專輯《SURVIVE》發售後，自1998年起舉行了「B'z LIVE-GYM '98 "SURVIVE"」。在成為了出道10週年的這年發售的首張官方精選輯《B'z The Best "Pleasure"》，更新了當時的首週總銷量獲得270萬張紀錄，並隨著總銷量的增長，創下了日本國內音樂史上首次總銷量突破500萬張。此外，根據封入「Pleasure」的明信片點播決定收錄曲的精選輯《B'z The Best "Treasure"》總銷量亦超過400萬張，2作品合計創下了約1,000萬張總銷量紀錄。

### 1999年 - 2003年
1999年，根據去年發售的精選輯銷售量等，獲得了“日本金唱片大獎”以「年度藝人」（Artist of the Year）為首的各類獎項，和“世界音樂獎”的「World Selling Japanese Artist of The Year」。經過SOLO活動後發售26th單曲〈極限chop〉，在10th專輯《Brotherhood》收錄的「極限chop（Version 51）」中參與了來自Mr. Big的Billy Sheehan與Pat Torpey。此外，參與了自從前便相識的Steve Vai的錄音，製作了《The Ultra Zone》中所收錄的「ASIAN SKY」。「B'z LIVE-GYM '99 "Brotherhood"」的横濱公演成為了横濱國際綜合競技場首次使用於舉辦音樂會。
2000年，發售27th單曲〈今夜在賞月的山丘上〉、作為必備專輯（Must Album）的《B'z The "Mixture"》。在日本放送的廣播節目中出演時，網路直播的同時觀看人數達到14,600人，更新了當時的日本紀錄。29th單曲〈juice〉的MUSIC VIDEO是在札幌以「游擊演唱會」（Guerrilla Live）形式拍攝而成。在“B'z LIVE-GYM Pleasure 2000 "juice"”中，8月9日的千葉海洋球場公演因暴雨與落雷造成了緊急縮短內容後結束的事態。同年發售了11th專輯《ELEVEN》。
2001年，在31st單曲〈ultra soul〉發售後舉行了“B'z LIVE-GYM 2001 "ELEVEN"”，並在通過本巡演首次舉辦音樂會的札幌巨蛋拍攝了32nd單曲〈GOLD〉的MV。此外，這年在臺北與香港舉行了B'z的首次海外公演。
2002年，在伴隨著舉行2002年國際足總世界盃所發售的合輯《2002 FIFA World Cup Official Album》Songs of KOREA/JAPAN盤中，以「DEVIL」參與，並出演了在東京體育場舉行的國際足球聯盟（FIFA）首次官方音樂會“2002 FIFA World Cup KOREA/JAPAN Official Concert International Day”。在世界盃與Aerosmith一同披露了「Train Kept A Rollin」。此外，12th專輯《GREEN》發售後除了舉行了“B'z LIVE-GYM 2002 "GREEN 〜GO★FIGHT★WIN〜"”外，在聖地牙哥與洛杉磯舉行了首次美國公演“B'z LIVE-GYM 2002 "Rock n' California Roll"”。並且這年的支援樂手成員中Billy Sheehan參與了貝斯。冬季發售了首張抒情精選輯《The Ballads 〜Love & B'z〜》。
2003年，在34th單曲〈IT'S SHOWTIME!!〉發售的同時，將自〈BE THERE〉起直至〈裸足的女神〉為止的單曲10作品Maxi Single化重新發售，在Oricon公信榜週間單曲榜TOP10內上榜了9作品。“B'z LIVE-GYM The Final Pleasure "IT'S SHOWTIME!!"”最終公演成為睽違10年舉辦在渚園（静岡縣弁天島海濱公園），迎來了出道15週年。之後，繼去年的海外公演，在美國與加拿大西岸5座都市舉行了“B'z LIVE-GYM 2003 "BANZAI IN NORTH AMERICA"”，並在日本國內舉行了包含5大巨蛋的巡演“B'z LIVE-GYM 2003 "BIG MACHINE"”。

### 2004年 - 2008年
2004年以SOLO活動為主，但亦發售了36th單曲〈BANZAI〉、37th單曲〈ARIGATO〉。
2005年，在38th單曲〈愛的爆彈〉、14th專輯《THE CIRCLE》發售後舉行了“B'z LIVE-GYM 2005 "CIRCLE OF ROCK"”，並成為B'z首次在競技場公演採用了圓形舞台。39th單曲〈OCEAN〉的MUSIC VIDEO成為了史上首次使用海上保安廳的巡視船（瑞穗級）進行拍攝。伴隨著由蘋果電腦（現今的蘋果公司）在日本國內推出iTunes Music Store（現今的iTunes Store）服務，亦開始提供樂曲的數位下載（部分樂曲除外），並發行了數位限定的Boxset“The Complete B'z”（現已停止下載）。此外，在同年發售的精選輯《B'z The Best "Pleasure II"》中，於iTunes上可下載到1首作為購入特典首次公開的演唱會影像。
2006年，在15th專輯《MONSTER》發售後，舉行了包含5大巨蛋的巡演“B'z LIVE-GYM 2006 "MONSTER'S GARAGE"”。此外，在演唱會影像發佈企業的「Network LIVE」（當時名稱），作為首位日本藝人參與，並舉行了專為收錄影像的演唱會。
2007年出演了「SUMMER SONIC 07」並成為了作為B'z首次出演搖滾音樂節。此外，在迎來出道第20年當下，成為首個進入名人堂「Hollywood's RockWalk」的亞洲音樂家，在好萊塢吉他中心舉行了紀念典禮。發售16th專輯《ACTION》，並在2008年舉行了「B'z LIVE-GYM 2008 "ACTION"」。此外，發售了精選輯《B'z The Best "ULTRA Pleasure"》與根據網際網路點播決定收錄曲的精選輯《B'z The Best "ULTRA Treasure"》，並睽違5年舉行了Pleasure系列“B'z LIVE-GYM Pleasure 2008 -GLORY DAYS-”。

### 2009年 - 2013年
2009年，發售46th單曲〈一部分與全部/DIVE〉。嗆辣紅椒（Red Hot Chili Peppers）的鼓手查德·史密斯參與了爵士鼓。在「B'z SHOWCASE 2009 -B'z In Your Town-」舉行後出演了SUMMER SONIC 09。在端島（通稱「軍艦島」）拍攝了47th單曲〈MY LONELY TOWN〉的MV及唱片封套寫真。發售17th專輯《MAGIC》，並在翌年舉行了“B'z LIVE-GYM 2010 "Ain't No Magic"”。巡演後表面活動以SOLO為主。
2011年，被起用為百事可樂的「Pepsi NEX」TVCM角色，成為了B'z首次出演CM。在CM「Effect」（エフェクト）篇・「荒野」篇中使用了〈告別傷痕累累的日子〉，夏季在「People」篇中使用了來自18th專輯《C'mon》標題曲的〈C'mon〉，冬季在「Xmas Lover」篇中使用了〈曾幾何時的Merry Christmas〉。伴隨著發生3月11日的「東日本大震災」，為了支援受災者參與了由Linkin Park設立的「Music For Relief」數位發行合輯《Download to Donate: Tsunami Relief》，提供了〈Home〉。此外，睽違8年在加拿大與美國的3座都市舉行了海外公演“B'z LIVE-GYM 2011 -long tome no see-”後，出演了「Music For Relief」為了支援受災者而在洛杉磯舉行的秘密演唱會「Music for Relief - Secret Show for Japan」。將成為了「B'z LIVE-GYM 2011 -C'mon-」最初舉行地點的宮城公演收益全額捐贈於復興支援，並在所有公演開始販售了慈善周邊。
2012年亦繼續出演「Pepsi NEX」的CM，除了在CM「Tshirts Live」篇中使用了〈GO FOR IT, BABY -記憶的山脈-〉外，夏季在「Summer Line」篇中使用了來自數位限定專輯《B'z》中，將38th單曲〈愛的爆彈〉改編成英語歌詞並重新錄製的「Love Bomb」。此外，除了將成為了卡普空遊戲軟體《Dragon's Dogma》主題歌的24th單曲〈彷徨的蒼藍子彈〉改編成英語歌詞並重新錄製的「Into Free -Dangan-」作為數位限定單曲發行外，專為金賢重全新創作的〈HEAT〉成為了作為B'z首次提供樂曲。在美國與加拿大的7座都市舉行了“B'z LIVE-GYM 2012 -Into Free-”，並作為追加公演在日本國內4座都市舉行了“B'z LIVE-GYM 2012 -Into Free- EXTRA”。
在2013年的出道25週年，將收錄了迄今為止所發表的50張單曲的精選輯《B'z The Best XXV 1988-1998》與《B'z The Best XXV 1999-2012》同時發售，並舉行了“B'z LIVE-GYM Pleasure 2013 -ENDLESS SUMMER-”。此外，在QVC海洋球場舉行的「AEROSONIC」是睽違11年與Aerosmith共演，一同披露了〈Mama Kin〉。

### 2014年 - 2018年
2014年以SOLO活動為主，作為B'z是自年末起直至2015年年初開始出演複數音樂節目，披露了51st單曲〈有頂天〉。在19th專輯《EPIC DAY》發售後舉行了“B'z LIVE-GYM 2015 -EPIC NIGHT-”，除了在日本全國的Zepp會場舉行了追加公演外，並出演了大阪心齋橋的MUSIC BAR「ROCKROCK」開幕20週年紀念演唱會活動，與LOUDNESS共演。此外，專為當時從紐約洋基復歸老巢廣島東洋鯉魚的黑田博樹，全新創作了在MAZDA Zoom-Zoom 廣島球場（馬自達球場）中的登場曲〈RED〉。
2016年以SOLO活動為主，但亦發行了數位限定單曲〈世界將成為你的顏色〉、〈吹起風暴吧〉。2017年，稻葉與Stevie Salas合作、松本與Daniel Ho合作，各自分別發售專輯並舉行了巡演。之後，作為B'z發售53rd單曲〈声明/Still Alive〉，並舉行了成為睽違8年的In Your Town系列“B'z SHOWCASE 2017 -B'z In Your Town-”。此外，首次出演了搖滾音樂節ROCK IN JAPAN FESTIVAL和RISING SUN ROCK FESTIVAL。作為實體發行宣布發售B'z首個Boxset《B'z COMPLETE SINGLE BOX》，並展開了與7-Eleven合作的完全預約接單生產【Trailer Edition】的販售及「B'z×7-Eleven商品博覽會」。每月1回直至翌年9月為止，在日本47都道府縣的LIVE HOUSE舉行了作為出道30週年紀念一環的活動B'z Loud-Gym。20th專輯《DINOSAUR》發售後，翌年舉行了『B'z LIVE-GYM 2017-2018 "LIVE DINOSAUR"』。
2018年，紀念出道30週年除了分別舉行了首次大型展覽會“B'z 30th Year Exhibition "SCENES" 1988-2018”前期（1988-2002）與後期（2003-2018），並將在會內上映的影像於日本全國電影院順次公開外，亦舉行了睽違5年的Pleasure系列“B'z LIVE-GYM Pleasure 2018 -HINOTORI-”。

### 2019年 - 現在
2019年，在21st專輯《NEW LOVE》發售後舉行了“B'z LIVE-GYM 2019 -Whole Lotta NEW LOVE-”，於7月6日的大阪公演達成了LIVE-GYM總計第1000場公演。最終場的福岡公演在日本與臺灣電影院舉辦了現場直播（Live Viewing）。此外，睽違10年出演SUMMER SONIC 2019，並成為了首個擔任SUMMER SONIC主打音樂人的日本藝人。
2020年，伴隨著COVID-19的外出自肅以“B'z LIVE-GYM -At Your Home-”為題名，期間限定自4月13日起至5月31日止在YouTube官方頻道上公開了過去發行的23張影像作品。此外，於4月27日在官方SNS與YouTube頻道上公開了松本與稻葉各自在自家錄音室將「HOME」即興演奏的影片，並於4月30日公開了加入“B'z LIVE-GYM 2019 -Whole Lotta NEW LOVE-”支援樂手的「HOME」的樂團即興演奏版本影片。10月31日至11月28日舉行了連續5週的首次無觀眾線上演唱會“B'z SHOWCASE 2020 -5 ERAS 8820- Day1～5”。

## 評價
音樂評論家大貫憲章，以由於不是一位狂熱地聽眾因此僅能給出印象論為開場白，分析出「也許是通過硬式搖滾的聲響與吶喊、稻葉好看的外表等，B'z以一種容易理解的方式，具體表現出日本一般人所估計的搖滾形象」。音樂製作人龜田誠治，將作為熱門樂曲必要條件的「藝人力」（アーティストパワー）與「樂曲力」（楽曲のパワー）兩者兼備便會穩定持續暢銷的「穩定型獲勝組」（勝ち組安定型）之例子例舉了B'z，並表示唱片行亦會積極出售，總銷量隨之增長。作詞家森雪之丞在關於如何以日語接近西洋音樂的節拍這樣「日語搖滾」的反覆試驗中表示「若讓稻葉君來唱，無論什麼都會變得搖滾。他的歌詞，即便是加入了心胸非常狹窄地男人的沒志氣話語，只要在B'z的旋律中讓他來唱，就會變得搖滾」、「作為歌詞的世界觀，即便是吐露著懦弱、小氣的心情，只要配上松本君的吉他，置身於B'z的世界中聆聽，便一點都不覺狹隘。我想那即是搖滾吧」。吉他手马蒂·弗里德曼（Marty Friedman）表示「B'z明明擁有那種程度的人氣，卻無人隨之效仿對吧。我認為是由於技藝精湛，並且2人都確立了僅只自己獨一無二的風格，即便想模仿也模仿不了」。音樂評論家伊藤政則表示「B'z迄今為止打破了不少邦樂與洋樂之間的壁壘」、「聽了B'z的音樂後，會變得無論如何也想再聽那種音樂。這就是為何（邦樂與洋樂之間）類似境界線般的東西正在崩壞。現在回想起來便覺得這是一件了不起的事」、「（在關於松本先生及稻葉先生所受影響的海外藝人或專輯的軼事話題中）我想也可以說是你們正在擴展B'z粉絲的音樂視野吧」。
B'z的2人，在關於總銷量或演唱會動員數等話題上，松本表示「銷售量完全沒有成為壓力」、「比方說，以"數字"來表示是世上最容易理解的方式。例如賣出了幾萬張、賺了多少錢等等。雖然那樣也沒什麼不好，但在我心中是對類似於品質方面的追求永無止盡」，稻葉表示「若他們是將其作為一個有趣的話題⋯⋯我認為有人關心數字，並不是什麼壞事」。此外，稻葉表示「比起紀錄與目標，如今，已稍有不同⋯例如，想嘗試在未表演過的場所舉辦演唱會，那樣的事情令我十分愉快」，松本亦表示「只要一想到創作新專輯會帶來新事物誕生的體驗、想在未知的場所舉辦演唱會，即是目前最令我期待的事情」。

### 進入名人堂「Hollywood's RockWalk」
B'z於2007年9月21日迎來結成20週年當下，進入了名人堂「Hollywood's RockWalk」。
好萊塢搖滾大道（Hollywood's RockWalk）是作為表彰搖滾藝術，再者對音樂發展做出極大貢獻的音樂家，1985年11月設立在位於好萊塢中央位置的吉他中心商店。埃爾維斯·皮禮士利（Elvis Aaron Presley）、约翰·列侬（John Lennon）等人，超過170組音樂家受邀進入殿堂，在館內展示音樂家的簽名金屬板及手印、吉他等。
B'z成為了第176組獲獎者，作為亞洲圈音樂家則為首次壯舉。由過去的獲獎者史提芬·范（Steve Vai）所推舉。於11月19日中午12點（洛杉磯當地時間），對外開放舉行好萊塢搖滾大道頒獎典禮，並刻下了B'z兩人手印。

## 獎項・紀錄

### 獲獎歷
日本有線大獎
- 『第23屆日本有線大獎』最多點播歌手獎[125]
- 『第24屆日本有線大獎』最多點播歌手獎[126]

日本唱片大獎
- 『第32屆日本唱片大獎（日语：第32回日本レコード大賞）』【流行搖滾部門】優秀專輯獎『WICKED BEAT』[127]
- 『第33屆日本唱片大獎（日语：第33回日本レコード大賞）』【流行搖滾部門】優秀專輯獎『RISKY』[128]
- 『第34屆日本唱片大獎（日语：第34回日本レコード大賞）』【流行搖滾部門】優秀專輯獎『IN THE LIFE』[129]

日本金唱片大獎
- 『第5屆日本金唱片大獎』最佳5位藝人獎（Best 5 Artists Award）[130]
- 『第6屆日本金唱片大獎』最佳5位藝人獎（Best 5 Artists Award）[131]、最佳5張單曲獎（Best 5 Singles Award）「LADY NAVIGATION」[131]、音樂影片獎（Music Video Award）『JUST ANOTHER LIFE（日语：JUST ANOTHER LIFE）』[131]
- 『第7屆日本金唱片大獎』最佳5位藝人獎（Best 5 Artists Award）[132]、最佳5張單曲獎（Best 5 Singles Award）「BLOWIN'」[132]
- 『第8屆日本金唱片大獎』最佳5張單曲獎（Best 5 Singles Award）「愛のままにわがままに 僕は君だけを傷つけない」[133]、音樂影片獎（Music Video Award）『LIVE RIPPER（日语：LIVE RIPPER）』[133]
- 『第9屆日本金唱片大獎』最佳5位藝人獎（Best 5 Artists Award）[134]、最佳5張單曲獎（Best 5 Singles Award）「Don't Leave Me」[134]
- 『第10屆日本金唱片大獎』最佳5位藝人獎（Best 5 Artists Award）[135]、最佳5張單曲獎（Best 5 Singles Award）「LOVE PHANTOM」[135]、Grand Prix專輯獎（Grand Prix Album Award）『LOOSE』[135]、專輯獎（Album Award）民謠搖滾部門（男性）『LOOSE』[135]、音樂影片獎（Music Video Award）『"BUZZ!!" THE MOVIE（日语："BUZZ!!" THE MOVIE）』[135]
- 『第12屆日本金唱片大獎』年度搖滾專輯（Rock Album of the Year）『SURVIVE』[136]
- 『第13屆日本金唱片大獎』年度藝人（Artist of the Year）[61]、年度搖滾專輯（Rock Album of the Year）『B'z The Best "Pleasure"』『B'z The Best "Treasure"』[61]、年度歌曲（Song of the Year）「HOME」[61]
- 『第14屆日本金唱片大獎』年度搖滾專輯（Rock Album of the Year）『Brotherhood』[137]
- 『第15屆日本金唱片大獎』年度歌曲（Song of the Year）「今夜月の見える丘に」[138]、年度搖滾專輯（Rock Album of the Year）『B'z The "Mixture"』『ELEVEN』[138]
- 『第17屆日本金唱片大獎』年度搖滾＆流行專輯（Rock & Pop Album of the Year）『GREEN』『The Ballads 〜Love & B'z〜』[139]、年度音樂影片（Music Video of the Year）（長編）『a BEAUTIFUL REEL.』[139]
- 『第18屆日本金唱片大獎』年度歌曲（Song of the Year）「IT'S SHOWTIME!!」「野性のENERGY」[140]、年度搖滾＆流行專輯（Rock & Pop Album of the Year）『BIG MACHINE』[141]
- 『第19屆日本金唱片大獎』年度音樂影片（Music Video of the Year）『Typhoon No.15 〜B'z LIVE-GYM The Final Pleasure "IT'S SHOWTIME!!" in 渚園〜』[142]
- 『第20屆日本金唱片大獎』年度歌曲（Song of the Year）「OCEAN」[143]、年度搖滾＆流行專輯（Rock & Pop Album of the Year）『THE CIRCLE』『B'z The Best "Pleasure II"』[144]
- 『第23屆日本金唱片大獎』最佳10張專輯（The Best 10 Albums）『B'z The Best "ULTRA Pleasure"』[145]
- 『第24屆日本金唱片大獎』最佳5張單曲（The Best 5 Songs）「イチブトゼンブ」[146]
- 『第28屆日本金唱片大獎』最佳5張專輯（Best 5 Albums）『B'z The Best XXV 1988-1998』[147]

World Music Awards
- 『1999 The World Music Awards』World Selling Japanese Artist of The Year

電視劇奧斯卡金像獎
- 『第24屆電視劇奧斯卡金像獎』電視劇歌曲獎「今夜月の見える丘に」（TBS系東芝週日劇場『美麗人生』主題歌）[148]

ORICON
- 『WE LOVE MUSIC AWARDS』[149]

Billboard JAPAN Music Awards
- 『Billboard JAPAN Music Awards 2009』Hot 100 of the Year 2009「イチブトゼンブ」[150]

### ORICON紀錄
- 藝人總銷量（CD總銷量張數）：8,262.4萬張（歴代第1位）[1]
  - 平成30年排行榜　藝人類別銷售量（CD總銷量張數）：8,262.4萬張（綜合第1位）[1]

單曲
- 單曲總銷量張數：約3,596.9萬張（歴代第2位）[1][151]
- 單曲獲得冠軍作品數：49作（歴代第2位）[152]
- 單曲連續獲得冠軍作品數：49作（歴代第1位・保持中）[1]
- 單曲連續初登場獲得冠軍作品數：49作（歴代第1位・保持中）[1]
- 單曲獲得冠軍週數：66週（歴代第1位）[1]
- 單曲連續獲得冠軍年數：20年（歴代第2位）[153]
- 單曲獲得TOP10作品數：50作（歴代第5位）
- 單曲連續獲得TOP10作品數：50作（歴代第3位平手・保持中）
- 單曲連續獲得TOP10年數：20年（歴代第3位平手）
- 單曲獲得百萬銷量作品數：15作（歴代第2位）[154]
- 單曲連續獲得百萬銷量作品數：13作（歴代第2位）[154]
- 單曲連續獲得百萬銷量年數：7年（歴代第2位）[153]
- 由同一藝人在週間單曲榜TOP10內同時上榜作品數：9作（歴代第1位）[66][67]

專輯
- 專輯總銷量張數：約4,687.2萬張（歴代第1位）[155]
- 專輯獲得冠軍作品數：29作（歴代第1位）[155]
- 專輯連續獲得冠軍年數：8年（截至1996年至2003年。男性藝人部門歴代第3位）[156]
- 專輯獲得百萬銷量作品數：19作（歴代第1位）[157]
- 專輯連續獲得百萬銷量作品數：8作（歴代第2位，歴代第1位是ZARD的9作）
- 專輯獲得首週百萬銷量作品數：10作（歴代第1位）[153]

影像作品
- 通過音樂影像作品獲得年間音樂影片榜冠軍作品數：8作（VHS：5作、DVD：1作、Blu-ray Disc：2作，歴代第1位）
- 通過音樂影像作品獲得年間綜合影片榜冠軍作品數：5作（歴代第1位）
- 音樂VHS作品銷售量張數：30.1萬張（歴代第3位）
- 音樂DVD作品獲得DVD綜合排行榜冠軍作品數：11作[158]
- 音樂DVD作品獲得DVD綜合排行榜連續冠軍作品數：8作（歴代第1位）
- 音樂Blu-ray Disc作品獲得年間排行榜冠軍作品數：2作（歴代第1位）[159]
- 音樂Blu-ray Disc作品獲得Blu-ray Disc綜合排行榜冠軍作品數：6作[158]

### 其他
- 進入名人堂「Hollywood's RockWalk」[9][10]
- 金氏世界紀錄「日本最暢銷專輯藝人」（Best-selling album act in Japan）[11][12]

## 作品目錄
單曲
1. （1988年）
2. （1989年）
3. （1990年）
4. （1990年）
5. （1990年）
6. （1990年）
7. （1990年）
8. （1991年）
9. （1991年）
10. （1992年）
11. （1992年）
12. （1993年）
13. （1993年）
14. （1994年）
15. （1994年）
16. （1995年）
17. （1995年）
18. （1995年）
19. （1996年）
20. （1996年）
21. （1997年）
22. （1997年）
23. （1997年）
24. （1998年）
25. （1998年）
26. （1999年）
27. （2000年）
28. （2000年）
29. （2000年）
30. （2000年）
31. （2001年）
32. （2001年）
33. （2002年）
34. （2003年）
35. （2003年）
36. （2004年）
37. （2004年）
38. （2005年）
39. （2005年）
40. （2006年）
41. （2006年）
42. （2006年）
43. （2007年）
44. （2007年）
45. （2008年）
46. （2009年）
47. （2009年）
48. （2011年）
49. （2011年）
50. （2012年）
51. （2015年）
52. （2015年）
53. （2017年）
54. （2023年）

原創專輯
1. （1988年）
2. （1989年）
3. （1990年）
4. （1990年）
5. （1991年）
6. （1992年）
7. （1994年）
8. （1995年）
9. （1997年）
10. （1999年）
11. （2000年）
12. （2002年）
13. （2003年）
14. （2005年）
15. （2006年）
16. （2007年）
17. （2009年）
18. （2011年）
19. （2015年）
20. （2017年）
21. （2019年）
22. Highway X（日语：Highway X）（2022年）

## 演唱會

### 支援樂手
2023年在『B'z pleasure 2023 STARS』時點的支援樂手。
| 人名                   | 職務（演唱會） | 職務（錄音）   |
| ---------------------- | -------------- | -------------- |
| Yukihide "YT" Takiyama | 吉他           | 編曲、和聲歌手 |
| 清                     | 貝斯           | 編曲、和聲歌手 |
| 青山英樹               | 爵士鼓         | 和聲歌手       |
| 川村ケン               | 鍵盤           | -              |

前支援樂手
| 人名                   | 職務              | 在籍期間（僅演唱會）                     |
| ---------------------- | ----------------- | ---------------------------------------- |
| 明石昌夫               | Manipulator、貝斯 | 1989年 - 1997年                          |
| 德永曉人（from doa）   | 貝斯、和聲歌手    | 1998年、2003年 - 2007年、2020年          |
| 滿園庄太郎             | 貝斯              | 1999年 - 2001年、2020年                  |
| Billy Sheehan          | 貝斯              | 2002年                                   |
| Barry Sparks           | 貝斯              | 2003年、2008年 - 2018年                  |
| Mohini Dey             | 貝斯              | 2019年                                   |
| 阿部薰                 | 爵士鼓            | 1989年 - 1990年                          |
| 田中一光               | 爵士鼓            | 1990年 - 1994年、2020年                  |
| Denny Fongheiser       | 爵士鼓            | 1995年 - 1997年                          |
| 黑瀨蛙一               | 爵士鼓            | 1998年 - 2001年、2020年                  |
| Shane Gaalaas          | 爵士鼓            | 2002年 - 2018年                          |
| Brian Tichy            | 爵士鼓            | 2019年                                   |
| 青山英樹               | 爵士鼓            | 2021年                                   |
| 廣本葉子               | 鍵盤              | 1989年 - 1992年                          |
| 增田隆宣               | 鍵盤              | 1992年 - 1997年、1999年 - 2018年、2020年 |
| 大島康祐               | 鍵盤              | 1998年                                   |
| Sam Pomanti            | 鍵盤              | 2019年                                   |
| 川村健                 | 鍵盤              | 2021年                                   |
| 高原裕枝               | 和聲歌手          | 1992年                                   |
| 中村優子               | 和聲歌手          | 1992年                                   |
| 大田紳一郎（from doa） | 和聲歌手、吉他    | 2003年 - 2008年                          |
| 澤野博敬               | 小號              | 1993年                                   |
| 澤田秀浩               | 小號              | 1993年                                   |
| 野村裕幸               | 長號              | 1993年                                   |
| 吉田じゅんべい         | 薩克斯風          | 1993年                                   |

### Z'b
Z'b是在『B'z LIVE-GYM '91-'92 "IN THE LIFE"』開始前準備活動中玩心大發創造的樂團名，以翻唱西洋樂曲為中心在日本國內4間LIVE HOUSE舉行了『Z'b LIVE HOUSE TOUR』。之後Z'b成員亦登場過演唱會上的環節之一，對於來自粉絲的詢問「不會再做Z'b了嗎」松本回答表示「大概不會再做了」。
| 人名                                          | 職務   | 飾演者   |
| --------------------------------------------- | ------ | -------- |
| Amigo Komachi Angel Jr.（アミーゴこましエンジェルJr.）（僅在名古屋為）   | 主唱   | 稻葉浩志 |
| 綾乃小路 幹彥（綾乃小路 幹彦）（僅在神戶為）               | 吉他   | 松本孝弘 |
| 一貫全裸（はだか一貫）                                  | 貝斯   | 明石昌夫 |
| 翻車魚・烏龜（マンボウ・カメ）（僅在名古屋為菊之門 雅（菊の門 雅）） | 鍵盤   | 廣本葉子 |
| 恰吉木芥子（チャッキーこけし）                                | 爵士鼓 | 田中一光 |

## 出演
廣播
- 東海廣播電台『B'z WAVE-GYM』（1990年1月4日 - 1991年3月[注 10]）
- 日本放送『B'zのオールナイトニッポン』『B'zの@llnightnippon.com（日语：@llnightnippon.com）』（1992年10月14日、1995年6月14日、2000年2月22日、2000年12月8日、2003年9月22日、2005年3月19日）

電視
動畫
- 讀賣電視台・日本電視台系動畫『名偵探柯南』（片頭曲影像使用了一部分「ギリギリchop」（1999年5月3日 - 11月8日）、「Don't Wanna Lie」（2011年4月30日 - 7月30日）的MUSIC VIDEO）

特別節目
- The MUSIC 272（日语：The MUSIC 272）『B'z LIVE-GYM 2002 "Rock n' California Roll" LIVE&DOCUMENT』（2002年12月21日）
- 朝日電視台『B'z 15周年特別番組「IT'S SHOWTIME!! 〜とどけ！世界水泳バルセロナ2003〜」』（2003年6月27日）[161]
- BSデジタル5局 開局3周年共同特別番組『B'z LIVE-GYM 2003 "BANZAI IN NORTH AMERICA" LIVE&DOCUMENT』（2003年12月23日）
- NHK綜合『NHKスペシャル「メガヒットの秘密 〜20年目のB'z〜」』（2008年10月6日[162]、2018年9月17日[注 11][164]）
- NHK BS2『RUN 〜B'z・20年の軌跡〜』（2009年1月1日）
- WOWOW『B'z 25th Anniversary Special「Only Two」』（2012年12月9日）[165]
- niconico直播『B'z 25th Anniversary DIGEST 1988-2013』（2013年6月8日）[注 12][167][168]
- B'z Official YouTube Channel『B'z 25th Anniversary YouTube Special Program』（2013年6月16日、2013年6月19日 -）[169][170]
- WOWOW『WOWOW×B'z スペシャル番組』（2018年4月11日、5月26日、6月30日、7月21日[注 13]、8月18日）[172]
- WOWOW『B'z LIVE-GYM Pleasure 2018 -HINOTORI-』（2018年11月24日）[173]

CM
- 百事可樂「Pepsi NEX」
  - エフェクト篇・荒野篇（2011年3月1日 - ）[174]
  - People篇（2011年7月16日 - ）[175]
  - Xmas Lover篇（2011年12月3日 - ）[176]
  - Tshirts Live篇（2012年2月28日 - ）[177]
  - Summer Line篇（2012年7月14日 - ）[178]

## 商業搭配一覽
| 年                         | 曲                                          | 商業搭配端 |
| -------------------------- | ------------------------------------------- | --- |
| 1989年                     | 君の中で踊りたい                            | TBS系連續劇『ハイミスで悪かったネ!』片尾曲 |
| 1989年                     | BAD COMMUNICATION                           | 富士通「FM TOWNS」廣告曲 |
| 1990年                     | LOVE & CHAIN                                | 朝日電視台系『NEWS STATION』體育單元片頭曲 |
| 1990年                     | BE THERE                                    | 朝日電視台系『水曜スーパーキャスト』片尾曲 |
| 1990年                     | 太陽のKomachi Angel                         | 三貴「Camellia Diamond」形象曲 |
| 1990年                     | Easy Come, Easy Go!                         | 三貴「Camellia Diamond」形象曲 |
| 1990年                     | 愛しい人よGood Night...                     | 朝日電視台系連續劇『代表取締役刑事』片尾曲 |
| 1990年                     | I Wanna Dance -Wicked Beat Style-           | 富士電視台系『上岡龍太郎にはダマされないぞ!』片頭曲（僅前奏部分）                                                                                     |
| 1990年                     | HOT FASHION -流行過多-                      | 富士電視台系『上岡龍太郎にはダマされないぞ!』片尾曲                                                                                                   |
| 1991年                     | LADY NAVIGATION                             | 佳麗寶化妝品 '91夏季形象曲 |
| 1991年                     | ALONE                                       | 關西電視台・富士電視台系連續劇『ホテルウーマン』主題歌                                                                                                |
| 1992年                     | LADY-GO-ROUND                               | TBS系『職棒現場轉播』片頭曲 |
| 1992年                     | BLOWIN'                                     | Calbee「」CF曲 |
| 1992年                     | TIME                                        | 朝日電視台系『ステーションEYE』片頭曲（僅器樂版） |
| 1993年                     | 愛のままにわがままに 僕は君だけを傷つけない | 日本電視台開局40年記念連續劇『西遊記』主題歌 |
| 1993年                     | 裸足の女神                                  | 豐田「Corolla Levin」CF曲 |
| 1994年                     | Don't Leave Me                              | 朝日電視台系週四連續劇『新空港物語』主題歌 |
| 1994年                     | MOTEL                                       | 三貴「Boutique JOY」CF形象曲 |
| 1995年                     | ねがい                                      | 日本全國25局聯播網『J-ROCK ARTIST COUNT DOWN 50』片尾曲                                                                                               |
| 1995年                     | love me, I love you                         | 朝日電視台系週四連續劇『外科醫生柊又三郎』主題歌 |
| 1995年                     | LOVE PHANTOM                                | 朝日電視台系連續劇『X檔案』主題歌 |
| 1995年                     | LOVE PHANTOM                                | TBS系『COUNT DOWN TV』片頭曲 |
| 1996年                     | ミエナイチカラ 〜INVISIBLE ONE〜            | 朝日電視台系動畫『』片尾曲 |
| 1996年                     | MOVE                                        | 倍樂生公司「進研ゼミ中学講座」廣告曲 |
| 1996年                     | Real Thing Shakes                           | 日本電視台系連續劇『青春白皮書』主題歌 |
| 1996年                     | 傷心                                        | 朝日電視台系『超次元タイムボンバー』主題曲 |
| 1997年                     | FIREBALL                                    | 資生堂「PN」廣告曲 |
| 1997年                     | 哀しきdreamer                               | Tomy製遊戲軟體『INDY500』形象曲 |
| 1997年                     | いつかのメリークリスマス                    | 東寶系電影『三天兩夜』插入曲 |
| 1997年                     | Calling                                     | 朝日電視台系連續劇『千面女郎』主題歌 |
| 1997年                     | Liar! Liar!                                 | PerfecTV! ch.199『MUSIC FREAK TV』廣告曲 |
| 1997年                     | Liar! Liar!                                 | 『'97 NHL 日本官方開幕戰』官方主題曲 |
| 1997年                     | ビリビリ                                    | 『J-ROCK ARTIST BEST 50』片尾曲 |
| 1998年                     |                                             | |
| さまよえる蒼い弾丸         | 大塚製藥「」廣告曲                          | |
| さまよえる蒼い弾丸         | 『J-ROCK ARTIST BEST 50』片尾曲             | |
| Calling                    | 朝日電視台系連續劇『千面女郎 PartⅡ』主題歌  | |
| ハピネス                   | 朝日電視台系連續劇『千面女郎 PartⅡ』片尾曲  | |
| Hi                         | 富士電視台系『Fomurla Nippon』主題曲        | |
| The Wild Wind              | 東映・Asmik Ace電影『不夜城』主題歌         | |
| HOME                       | 角川文庫廣告曲                              | |
| RUN -1998 Style-           | 日產「AVENIR」廣告曲                        | |
| Pleasure'98 〜人生の快楽〜 | 『NHL GAME ONE 98 JAPAN』主題曲             | |
| 1999年                     | RUN -1998 Style-                            | 日產「AVENIR」廣告曲 |
| 1999年                     | ONE                                         | 東寶系電影『名偵探柯南：世紀末的魔術師』主題歌 |
| 1999年                     | ギリギリchop                                | 讀賣電視台・日本電視台系動畫『名偵探柯南』片頭曲 |
| 1999年                     | Calling                                     | 朝日電視台系連續劇『千面女郎 感動完結篇Special』主題歌                                                                                                |
| 1999年                     | F・E・A・R                                  | 富士電視台系『F1グランプリ1999』主題曲 |
| 2000年                     | 今夜月の見える丘に                          | TBS系東芝週日劇場『美麗人生』主題歌 |
| 2000年                     | F・E・A・R                                  | 富士電視台系『F1グランプリ2000』主題曲 |
| 2000年                     | You pray,I stay                             | 三得利「SUPER CHU-HI」廣告曲 |
| 2000年                     | juice                                       | 朝日電視台系『おネプ!』片尾曲 |
| 2000年                     | RING                                        | 讀賣電視台・日本電視台系連續劇『擁抱明日』主題歌 |
| 2001年                     | ultra soul                                  | 『2001年福岡世界游泳錦標賽』大會官方主題曲 |
| 2001年                     | スイマーよ2001!!                            | 『2001年福岡世界游泳錦標賽』大會官方主題曲 |
| 2001年                     | ROCK man                                    | 富士電視台系『感動ファクトリー・すぽると!』片尾曲 |
| 2001年                     | GOLD                                        | 『2001年福岡世界游泳錦標賽』大會官方主題曲 |
| 2002年                     | SIGNAL                                      | 科樂美『 Girl's Side』片頭曲 |
| 2002年                     | 美しき世界                                  | 科樂美『 Girl's Side』片尾曲 |
| 2002年                     | Everlasting                                 | 東寶系電影『名偵探柯南：貝克街的亡靈』主題歌 |
| 2002年                     | 熱き鼓動の果て                              | 『TV ASAHI NETWORK SPORTS 2002』主題曲 |
| 2002年                     | 熱き鼓動の果て                              | 『2002年橫濱泛太平洋游泳錦標賽』大會官方主題曲 |
| 2002年                     | いつかのメリークリスマス                    | 富士電視台系『感動ファクトリー・すぽると!』片頭曲 |
| 2003年                     | IT'S SHOWTIME!!                             | 『TV ASAHI NETWORK SPORTS 2003』主題曲 |
| 2003年                     | CHANGE THE FUTURE                           | NHK-BS2動畫『時空冒險記ZENTRIX』主題歌 |
| 2003年                     | WAKE UP, RIGHT NOW                          | 朝日啤酒「SUPER DRY」廣告曲 |
| 2003年                     | 野性のENERGY                                | 『TV ASAHI NETWORK SPORTS 2003』主題曲 |
| 2003年                     | 儚いダイヤモンド                            | 『NBA JAPAN GAMES 2003』廣告曲 |
| 2003年                     | アラクレ                                    | 富士電視台系週二晚間9點連續劇『鬼鄰人』主題歌 |
| 2003年                     | Nightbird                                   | Lotte「潤喉糖」廣告曲 |
| 2003年                     | ROOTS                                       | 讀賣電視台・日本電視台系動畫『怪醫黑傑克2小時特別篇 ～4個生命奇蹟～』主題歌                                                                           |
| 2004年                     | BANZAI                                      | 朝日啤酒「SUPER DRY」廣告曲 |
| 2004年                     | ARIGATO                                     | 『TV ASAHI NETWORK SPORTS 2004』主題曲 |
| 2004年                     | ARIGATO                                     | 朝日電視台系『奧林匹克運動會』播放主題曲 |
| 2004年                     | いつかのメリークリスマス New ver.           | TBS系『戀愛觀察室!』主題曲 |
| 2004年                     | いつかのメリークリスマス アンプラグド ver.  | TBS系『戀愛觀察室!』主題曲 |
| 2005年                     | パルス                                      | NHK連續劇『生き残れ』主題曲 |
| 2005年                     | 愛のバクダン                                | 東京電視台系『JAPAN COUNTDOWN』片尾曲 |
| 2005年                     | 愛のバクダン                                | Zespri International Japan「Zespri黃金奇異果」廣告曲                                                                                                  |
| 2005年                     | なりふりかまわず抱きしめて                  | 朝日新聞社「朝日新聞」廣告曲 |
| 2005年                     | OCEAN                                       | 富士電視台系週二晚間9點連續劇『海猿 UMIZARU EVOLUTION』主題歌                                                                                         |
| 2005年                     | RUN                                         | 『第60屆國民體育大會・晴れの国おかやま国体』形象曲 |
| 2005年                     | RUN                                         | 『第5屆日本全國身心障礙者運動大會・輝いて!おかやま大会』形象曲                                                                                        |
| 2006年                     | 衝動                                        | 讀賣電視台・日本電視台系動畫『名偵探柯南』片頭曲 |
| 2006年                     | 結晶                                        | 日本電視台系週六連續劇『』主題歌 |
| 2006年                     | ゆるぎないものひとつ                        | 東寶系電影『名偵探柯南：偵探們的鎮魂歌』主題歌 |
| 2006年                     | ピエロ                                      | 多玩國「いろメロミックス」廣告曲 |
| 2006年                     | SPLASH!                                     | 多玩國「いろメロミックス」廣告曲 |
| 2007年                     | 永遠の翼                                    | 東映系電影『我為你赴死』主題歌 |
| 2007年                     | ロンリースターズ                            | 電影『真救世主傳說 北斗神拳 拉歐傳 激鬥之章』主題歌                                                                                                   |
| 2007年                     | ロンリースターズ                            | JOYSOUND「ポケメロJOYSOUND」廣告配樂 |
| 2007年                     | FRICTION                                    | 藝電『BURNOUT Dominator』插入曲 |
| 2007年                     | FRICTION                                    | 東京電視台系『JAPAN COUNTDOWN』2007年10月期片頭曲 |
| 2007年                     | オレとオマエの新しい季節                    | 日本電視台系連續劇『The O.C.』片尾曲 |
| 2007年                     | ONE ON ONE                                  | TBS系『世界・ふしぎ発見!』片尾曲 |
| 2007年                     | 純情ACTION                                  | 「JAPAN BASKETBALL LEAGUE 2007-2008」官方曲 |
| 2007年                     | パーフェクトライフ                          | MTI「music.jp」廣告曲 |
| 2008年                     | FRICTION                                    | 藝電『BURNOUT Paradise』插入曲 |
| 2008年                     | BURN -フメツノフェイス-                     | KOSÉ「ESPRIQUE PRECIOUS」廣告曲 |
| 2008年                     | いつかまたここで                            | 朝日電視台系週四連續劇『小兒救命』主題歌 |
| 2009年                     | ZERO                                        | 麒麟啤酒「麒麟ZERO」廣告曲 |
| 2009年                     | DIVE                                        | 鈴木「SWIFT」電視廣告曲 |
| 2009年                     | イチブトゼンブ                              | 富士電視台系週一晚間9點連續劇『零秒出手』主題歌 |
| 2009年                     | イチブトゼンブ -Ballad Version-             | 富士電視台系週一晚間9點連續劇『零秒出手』插入曲 |
| 2009年                     | PRAY                                        | 東急系電影『TAJOMARU』主題歌 |
| 2010年                     | long time no see                            | 朝日電視台系週五晚間連續劇『上班族金太郎2』主題歌 |
| 2011年                     | さよなら傷だらけの日々よ                    | 百事可樂「Pepsi NEX」エフェクト篇・荒野篇 電視廣告曲                                                                                                  |
| 2011年                     | Don't Wanna Lie                             | 東寶系電影『名偵探柯南：沉默的15分鐘』主題歌 |
| 2011年                     | Don't Wanna Lie                             | 讀賣電視台・日本電視台系動畫『名偵探柯南』片頭曲 |
| 2011年                     | Homebound                                   | TBS系『NEWS23X』片尾曲 |
| 2011年                     | ultra soul 2011                             | 朝日電視台系『2011年中國上海世界游泳錦標賽』主題曲 |
| 2011年                     | C'mon                                       | 百事可樂「Pepsi NEX」People篇 電視廣告曲 |
| 2011年                     | ピルグリム                                  | 讀賣電視台・日本電視台系動畫『名偵探柯南』片尾曲 |
| 2011年                     | いつかのメリークリスマス                    | 百事可樂「Pepsi NEX」Xmas Lover篇 電視廣告曲 |
| 2012年                     | Into Free -Dangan-                          | 卡普空『Dragon's Dogma』主題歌 |
| 2012年                     | GO FOR IT, BABY -キオクの山脈-              | 百事可樂「Pepsi NEX」Tshirts Live篇 電視廣告曲 |
| 2012年                     | Love Bomb                                   | 百事可樂「Pepsi NEX」Summer Line篇 電視廣告曲 |
| 2013年                     | 核心                                        | 日本電視台系週三連續劇『白雲階梯』主題歌 |
| 2013年                     | Q&A                                         | 讀賣電視台・日本電視台系動畫『名偵探柯南』片頭曲 |
| 2013年                     | ultra soul                                  | 朝日電視台系『2013年西班牙巴塞隆納世界游泳錦標賽』主題曲                                                                                              |
| 2013年                     | ユートピア                                  | 朝日電視台系週四連續劇『DOCTORS 2〜最強名醫〜』主題歌                                                                                                 |
| 2013年                     | ギリギリchop                                | 育碧『Rocksmith2014』廣告曲 |
| 2014年                     | ultra soul                                  | 朝日電視台系『2014年澳洲黃金海岸泛太平洋游泳錦標賽』主題曲                                                                                            |
| 2014年                     | Exit To The Sun                             | NHK連續劇『Dark Suit』主題歌 |
| 2014年                     | NO EXCUSE                                   | Smirnoff／麒麟啤酒「斯米諾伏特加」廣告曲 |
| 2015年                     | 有頂天                                      | 日本電視台系週六連續劇『學校的階梯』主題歌 |
| 2015年                     | アマリニモ                                  | H.I.S.「花編」「ハウステンボス編」廣告曲 |
| 2015年                     | Las Vegas                                   | 『Red Bull Air Race Chiba 2015』主題曲 |
| 2015年                     | 君を気にしない日など                        | 豪斯登堡「111万本のバラ祭り」廣告曲 |
| 2015年                     | RED                                         | SKY PerfecTV! 職業棒球交流戰「もっと、ドキドキな毎日『黒田篇』」電視廣告曲                                                                            |
| 2015年                     | RED                                         | 日本電視台系情報節目『SUKKIRI!!』6月主題曲 |
| 2015年                     | ultra soul                                  | 朝日電視台系『2015年俄羅斯喀山世界游泳錦標賽』主題曲                                                                                                  |
| 2016年                     | 世界はあなたの色になる                      | 東寶系電影『名偵探柯南：純黑的惡夢』主題歌 |
| 2016年                     | 世界はあなたの色になる                      | 讀賣電視台・日本電視台系動畫『名偵探柯南』片頭曲 |
| 2016年                     | フキアレナサイ                              | 東映系電影『疾風迴旋曲』主題歌 |
| 2017年                     | Still Alive                                 | TBS系週日劇場『A LIFE〜深愛之人〜』主題歌 |
| 2017年                     | Still Alive                                 | TBS系『有田ジェネレーション』6・7月度片尾曲 |
| 2017年                     | Still Alive                                 | TBS『イベントGO！』6月度片頭曲 |
| 2017年                     | Still Alive                                 | TBS系『ランク王国』6・7月度片頭曲 |
| 2017年                     | 声明                                        | UCC上島咖啡「UCC BLACK無糖黑咖啡」電視廣告曲 |
| 2017年                     | ultra soul                                  | 朝日電視台系『2017年匈牙利布達佩斯世界游泳錦標賽』主題曲                                                                                              |
| 2017年                     | CHAMP                                       | B'z×7-Eleven商品博覽會 電視廣告曲 |
| 2017年                     | CHAMP                                       | 「Seven Net Shopping」電視廣告曲 |
| 2018年                     | Dinosaur                                    | 華納兄弟電影『氣象戰』日語配音版主題歌 |
| 2018年                     | King Of The Street                          | 光榮特庫摩遊戲『真・三國無雙8』主題曲 |
| 2018年                     | ultra soul                                  | 朝日電視台系『2018年東京泛太平洋游泳錦標賽』主題曲 |
| 2018年                     | マジェスティック                            | 江崎固力果「Pocky」廣告主題歌 |
| 2018年                     | WOLF                                        | 富士電視台系週一晚間9點連續劇『SUITS』主題歌 |
| 2018年                     | 兵、走る                                    | 大正製藥「」日本國家橄欖球隊應援歌・「最強の自分」篇 廣告曲                                                                                           |
| 2018年                     | WOLF -Ballad Version-                       | 富士電視台系週一晚間9點連續劇『SUITS/スーツ』插入曲                                                                                                   |
| 2019年                     | マジェスティック                            | 江崎固力果「Pocky」廣告主題歌 |
| 2019年                     | 兵、走る                                    | 大正製藥「」日本國家橄欖球隊應援歌・「最強の自分」篇・「日本への熱き想い」篇・「諦めない強さ」篇・「支える人を支えたい」篇・「立ち向かう人」篇 廣告曲 |
| 2019年                     | デウス                                      | 鈴木「」妥協なきSUV篇 電視廣告曲 |
| 2019年                     | ultra soul                                  | 朝日電視台系『2019年韓國光州世界游泳錦標賽』主題曲 |
| 2019年                     | きみとなら                                  | 朝日電視台系週六晚間連續劇『べしゃり暮らし』主題歌 |
| 2020年                     | マジェスティック                            | 江崎固力果「Pocky」廣告主題歌 |
| 2020年                     | 兵、走る                                    | 大正製藥「」日本國家橄欖球隊應援歌・「今日の全力に」篇 廣告曲                                                                                         |
| 2020年                     | WOLF                                        | 富士電視台系週一晚間9點連續劇『SUITS 2』主題歌 |
| 2021年                     | 熱き鼓動の果て                              | 朝日電視台『WRC世界拉力』主題曲 |
| 2021年                     | マジェスティック                            | 江崎固力果「Pocky」廣告主題歌 |
| 2022年                     | リヴ                                        | 華納兄弟電影『噬謊者』主題曲 |
| 2022年                     | SLEEPLESS                                   | 讀賣電視台・日本電視台系動畫『名偵探柯南』片頭曲 |
| 2022年                     | COMEBACK -愛しき破片-                       | 朝日電視台系週四晚間9點連續劇『邁向未來的倒數10秒』主題歌                                                                                             |
| 2022年                     | ultra soul                                  | 朝日電視台系『2022年匈牙利布達佩斯世界游泳锦标赛』主題曲                                                                                              |
| 2022年                     | You Are My Best                             | 朝日電視台系『2022年匈牙利布達佩斯世界游泳锦标赛』世界游泳應援歌                                                                                      |
| 2023年                     | Dark Rainbow                                | 松竹電影『坦白你的罪行』主題曲 |
| 2023年                     | ultra soul                                  | 朝日電視台系『2023年日本福岡世界游泳錦標賽』主題曲 |
| 2024年                     | ultra soul                                  | 朝日電視台系『2024年卡達多哈世界游泳錦標賽』主題曲 |
| 2024年                     | イルミネーション                            | NHK連續電視小說『御飯糰』主題曲 |
| 2024年                     | 鞭                                          | ABEMA電視劇『INFORMA -地下世界的野獸們-』主題歌 |
| 2025年                     | FMP                                         | 朝日啤酒「SUPER DRY」廣告曲 |
| 2025年                     | ultra soul                                  | 朝日電視台系『2025年新加坡世界游泳錦標賽』主題曲 |
| 2025年                     | The IIIRD Eye                               | 東寶系電影『魯邦三世THE MOVIE 不死身的血族』主題曲 |
| 2025年                     | Get Wild                                    | 愛知電視台『SKE48 真夜中のウナギたち』片尾曲 |
| 2025年                     | 恐るるなかれ灰は灰に                        | TBS系週五連續劇『IGNITE』主題曲 |

## 腳註

### 出典
1. 1 2 3 4 5 6 7  . ORICON NEWS. 2019-04-11  [2019-04-11]. （原始内容存档于2019-04-10）.
2. 1 2 3 4 5  . AllMusic.   [2020-02-03]. （原始内容存档于2020-05-21）.
3. ↑  . ORICON NEWS. 2017-09-21  [2017-12-16]. （原始内容存档于2017-12-16）.
4. 1 2  新型光. . R25 (Recruit Holdings). 2005.
5. ↑  . ORICON NEWS.   [2018-06-02]. （原始内容存档于2018-07-01）.
6. 1 2  . BARKS. 2008-04-22  [2018-06-02]. （原始内容存档于2018-07-01）.
7. ↑  . ORICON NEWS. 2011-08-02  [2020-02-22]. （原始内容存档于2020-03-30）.
8. ↑  . 羅府新報. 2017-10-11  [2020-02-22]. （原始内容存档于2019-09-21）.
9. 1 2 3 4  . ORICON NEWS. 2007-09-21  [2018-06-03]. （原始内容存档于2018-07-01）.
10. 1 2 3 4  . ORICON NEWS. 2007-11-20  [2018-06-02]. （原始内容存档于2018-07-01）.
11. 1 2  . Guinness World Records.   [2018-06-11]. （原始内容存档于2018-07-01）. 達成日：2008年3月12日
12. 1 2  Craig Glenday (编). . KADOKAWA MAGAZINES. 2010. ISBN 978-4048954075.
13. ↑  . バンドスコア. Rittor Music. 1990. ISBN 4-8456-0631-3.
14. 1 2 3  小野里歩 2000.
15. ↑  . B'z Party. 1989.
16. 1 2 3  . B'z Party. 2007.
17. 1 2  . フェイス25周年記念Webサイト‧スペシャル対談企画 最終回【前編】. Faith. 2018  [2019-05-10]. （原始内容存档于2019-02-11）.
18. 1 2 3  . livedoor ニュース. 2008-10-13  [2018-06-02]. （原始内容存档于2009-05-22）.
19. ↑  . B'z Official Website.   [2018-06-02]. （原始内容存档于2018-05-27）.
20. 1 2 3 4 5 6 7 8 9 10 11 12  . . B'z Party. 2008.
21. 1 2  グループZero 2006.
22. ↑  佐伯明 2003，第12頁.
23. ↑  藤井徹貫 1994.
24. ↑  出自講談社刊『小室哲哉　深層の美意識（講談社文庫版）』神山典士著187P-188P。
25. ↑  . Real Sound. 株式會社blueprint. 2019-05-02  [2020-02-03]. （原始内容存档于2020-03-30）.
26. ↑  . Rolling Stone Japan (カルチュア・エンタテインメント). 2017: 17–18. ISBN 978-4-7770-2160-4.
27. 1 2  佐伯明 2003，第11頁.
28. 1 2  佐伯明 2003，第9頁.
29. 1 2  別冊カドカワ 2003，第24頁.
30. 1 2  別冊カドカワ 2003，第38頁.
31. ↑  佐伯明 2003，第472頁.
32. 1 2  . Rolling Stone Japan (カルチュア・エンタテインメント). 2017: 13. ISBN 978-4-7770-2160-4.
33. 1 2  B'z Unreal Music 2000，第165-166頁.
34. ↑  B'z Unreal Music 2000，第41-43頁.
35. ↑  B'z Unreal Music 2000，第58-59頁.
36. ↑  佐伯明 2008，第125頁.
37. ↑  B'z The Book 1998，第90頁.
38. ↑  B'z The Book 1998，第72頁.
39. ↑  B'z The Book 1998，第26頁.
40. ↑  . Yamaha Music Media. 1987.
41. ↑  . Sony Magazines（日语：ソニー・マガジンズ）. 1990.
42. 1 2  B'z Unreal Music 2000，第38頁.
43. ↑  . B'z Party. 1989.
44. ↑  . B'z Party. 1988.
45. 1 2  B'z The Book 1998，第8頁.
46. ↑  佐伯明 2008，第87頁.
47. 1 2 3  B'z Dictionary 2003.
48. 1 2  佐伯明 2003，第13頁.
49. ↑  佐伯明 2008，第85-86頁.
50. 1 2 3 4  佐伯明 2003，第14-17頁.
51. ↑  別冊カドカワ 2003，第24-25頁.
52. 1 2  佐伯明 2008，第91-93頁.
53. 1 2  佐伯明 2008，第94-95頁.
54. ↑  B'z Unreal Music 2000，第36-37頁.
55. ↑  佐伯明 2003，第17-18頁.
56. ↑  別冊カドカワ 2003，第25頁.
57. 1 2  . ORICON NEWS. 2006-05-25  [2018-06-03]. （原始内容存档于2018-07-01）.
58. ↑  B'z The Book 1998，第91頁.
59. ↑  B'z The Book 1998，第33頁.
60. ↑  . “オリコン”ウィーク The Ichiban (Oricon). 1999-01: 9–13.
61. 1 2 3 4  . 日本唱片協會. 1999  [2018-06-03]. （原始内容存档于2018-07-01）.
62. ↑  佐伯明 2008，第134-135頁.
63. ↑  . 日產體育場.   [2018-06-08]. （原始内容存档于2019-06-20）.
64. ↑   (新闻稿). インプレス. 2000-02-25  [2020-05-23]. （原始内容存档于2006-10-18）.
65. ↑  . BARKS. 2000-08-10  [2018-06-07]. （原始内容存档于2018-06-22）.
66. 1 2  . weekly oricon WO (オリコン・エンタテインメント). 2003-04: 36–37.
67. 1 2  . SANSPO.COM.   [2020-03-15]. （原始内容存档于2003-04-04）.
68. ↑  . BARKS. 2005-06-09  [2018-06-07]. （原始内容存档于2018-07-01）.
69. 1 2  . AV Watch. 2005-08-04  [2018-07-03]. （原始内容存档于2018-07-04）.
70. ↑  . ORICON STYLE. 2005-11-30  [2018-07-03]. （原始内容存档于2018-07-04）.
71. ↑  . BARKS. 2006-05-10  [2018-06-07]. （原始内容存档于2018-07-01）.
72. ↑  . BARKS. 2008-07-16  [2018-06-07]. （原始内容存档于2018-07-01）.
73. 1 2 3  . BARKS. 2009-06-17  [2018-06-07]. （原始内容存档于2018-07-01）.
74. ↑  . BARKS. 2009-09-01  [2018-06-07]. （原始内容存档于2017-10-30）.
75. ↑  . BARKS. 2011-02-22  [2018-06-07]. （原始内容存档于2018-07-01）.
76. ↑  . BARKS. 2011-07-12  [2018-06-07]. （原始内容存档于2018-07-01）.
77. ↑  . Natalie. 2011-12-08  [2018-06-07]. （原始内容存档于2018-07-01）.
78. ↑  . BARKS. 2011-03-24  [2018-06-07]. （原始内容存档于2018-07-01）.
79. ↑  . BARKS. 2011-09-02  [2018-06-07]. （原始内容存档于2018-06-25）.
80. ↑  . B'z Official Website. VERMILLION RECORDS.   [2018-06-15]. （原始内容存档于2018-05-07）.
81. ↑  . BARKS. 2011-07-20  [2018-06-07]. （原始内容存档于2018-07-01）.
82. ↑  . BARKS. 2012-02-24  [2018-06-07]. （原始内容存档于2018-07-01）.
83. ↑  . BARKS. 2012-07-13  [2018-06-07]. （原始内容存档于2018-07-01）.
84. ↑  . BARKS. 2012-04-04  [2018-06-07]. （原始内容存档于2018-07-01）.
85. ↑  . ORICON NEWS. 2012-05-01  [2018-06-03]. （原始内容存档于2018-07-01）.
86. ↑  . BARKS. 2013-03-25  [2018-06-07]. （原始内容存档于2018-07-01）.
87. ↑  . BARKS. 2013-09-23  [2018-06-07]. （原始内容存档于2018-07-01）.
88. ↑  . BARKS. 2013-09-27  [2018-06-07]. （原始内容存档于2018-06-15）.
89. ↑  . BARKS. 2013-08-09  [2018-06-07]. （原始内容存档于2018-07-01）.
90. ↑  . BARKS. 2013-08-09  [2018-06-07]. （原始内容存档于2018-07-01）.
91. ↑  . Natalie. 2014-12-05  [2018-06-11]. （原始内容存档于2018-07-01）.
92. ↑  . Natalie. 2014-12-14  [2018-06-11]. （原始内容存档于2018-07-01）.
93. ↑  . Natalie. 2014-12-10  [2018-06-11]. （原始内容存档于2018-07-01）.
94. ↑  . Natalie. 2014-12-22  [2018-06-11]. （原始内容存档于2018-07-01）.
95. ↑  .   [2018-06-07]. （原始内容存档于2018-05-25）.
96. ↑  . ORICON NEWS. 2015-03-25  [2018-06-03]. （原始内容存档于2018-07-01）.
97. 1 2  . BARKS. 2017-06-29  [2018-07-04]. （原始内容存档于2018-07-04）.
98. ↑  . BARKS. 2017-07-27  [2017-06-08]. （原始内容存档于2017-08-26）.
99. ↑  . BARKS. 2018-04-11  [2018-06-21]. （原始内容存档于2020-03-30）.
100. ↑  . BARKS. 2018-05-22  [2018-06-21]. （原始内容存档于2018-07-01）.
101. ↑  . Natalie. 2018-05-15  [2018-06-21]. （原始内容存档于2018-07-01）.
102. ↑  . BARKS. 2018-09-24  [2018-11-23]. （原始内容存档于2018-11-15）.
103. ↑  . Natalie. 2018-09-24  [2018-11-13]. （原始内容存档于2018-11-23）.
104. ↑  . MusicVoice. 2019-07-06  [2019-07-24]. （原始内容存档于2019-07-17）.
105. ↑  B'z於Facebook.
106. ↑  . ドワンゴジェイピーnews. 2019-08-12  [2019-08-12]. （原始内容存档于2019-08-12）.
107. ↑  . Natalie. 2019-01-17  [2019-01-17]. （原始内容存档于2019-01-17）.
108. ↑  . Natalie. 2020-04-13  [2020-04-13]. （原始内容存档于2020-04-14）.
109. ↑  . ORICON NEWS. Oricon. 2020-04-13  [2020-04-27]. （原始内容存档于2020-04-28）.
110. ↑  . Natalie. 2020-04-27  [2020-04-27]. （原始内容存档于2020-04-27）.
111. ↑  . ORICON NEWS. 2020-04-27  [2020-04-29]. （原始内容存档于2020-04-27）.
112. ↑  B'z. . 2020-04-27  [2020-04-27]. （原始内容存档于2020-12-01）.
113. ↑  . Natalie. 2020-04-30  [2020-04-30]. （原始内容存档于2020-04-30）.
114. ↑  . BARKS. 2020-04-30  [2020-04-30]. （原始内容存档于2020-05-01）.
115. ↑  B'z. . 2020-04-30  [2020-04-30]. （原始内容存档于2020-12-01）.
116. ↑  . B'z Official Website. VERMILLION RECORDS. 2020-09-11  [2020-09-14]. （原始内容存档于2020-12-18）.
117. ↑  . 音樂Natalie (株式會社Natasha). 2020-09-11  [2020-09-14]. （原始内容存档于2020-12-18）.
118. ↑  . BARKS (JAPAN MUSIC NETWORK株式會社). 2020-09-11  [2020-09-14]. （原始内容存档于2020-12-18）.
119. 1 2  龜田誠治. . JASRAC寄附講座 コンテンツ産業論. 立命館大学. 2006-10-21  [2018-06-05]. （原始内容存档于2020-04-07）.
120. 1 2  別冊カドカワ 2003，第93-94頁.
121. ↑  . 日経トレンディネット. 日経BP. 2009-10-20  [2018-06-05]. （原始内容存档于2018-07-01）. マーティ・フリードマンのJ-POPメタル斬り／延長戦
122. ↑  . Rolling Stone Japan (カルチュア・エンタテインメント). 2017: 8–10. ISBN 978-4-7770-2160-4.
123. 1 2 3  B'z Unreal Music 2000，第119-120頁.
124. 1 2  . oricon style (Oricon Entertainment). 2005-04: 19.
125. ↑  . キャンシステム. 1990  [2018-06-03]. （原始内容存档于2018-07-01）.
126. ↑  . キャンシステム. 1991  [2018-06-03]. （原始内容存档于2018-07-01）.
127. ↑  . 日本作曲家協會.   [2018-06-10]. （原始内容存档于2018-07-01）.
128. ↑  . 日本作曲家協會.   [2018-06-10]. （原始内容存档于2018-07-01）.
129. ↑  . 日本作曲家協會.   [2018-06-10]. （原始内容存档于2018-07-01）.
130. ↑  . 日本唱片協會. 1991  [2018-06-03]. （原始内容存档于2018-07-01）.
131. 1 2 3  . 日本唱片協會. 1992  [2018-06-03]. （原始内容存档于2018-07-01）.
132. 1 2  . 日本唱片協會. 1993  [2018-06-03]. （原始内容存档于2018-07-01）.
133. 1 2  . 日本唱片協會. 1994  [2018-06-03]. （原始内容存档于2017-03-01）.
134. 1 2  . 日本唱片協會. 1995  [2018-06-03]. （原始内容存档于2018-07-01）.
135. 1 2 3 4 5  . 日本唱片協會. 1996  [2018-06-03]. （原始内容存档于2018-07-01）.
136. ↑  . 日本唱片協會. 1998  [2018-06-03]. （原始内容存档于2018-07-01）.
137. ↑  . 日本唱片協會. 2000  [2018-06-03]. （原始内容存档于2018-06-27）.
138. 1 2  . 日本唱片協會. 2001  [2018-06-03]. （原始内容存档于2018-07-01）.
139. 1 2  . 日本唱片協會. 2003  [2018-06-03]. （原始内容存档于2018-06-27）.
140. ↑  . 日本唱片協會. 2004  [2018-06-03]. （原始内容存档于2018-03-10）.
141. ↑  . 日本唱片協會. 2004  [2018-06-03]. （原始内容存档于2016-03-04）.
142. ↑  . 日本唱片協會. 2005  [2018-06-03]. （原始内容存档于2018-07-01）.
143. ↑  . 日本唱片協會. 2006  [2018-06-03]. （原始内容存档于2018-07-01）.
144. ↑  . 日本唱片協會. 2006  [2018-06-03]. （原始内容存档于2018-07-01）.
145. ↑  . 日本唱片協會. 2009  [2018-06-03]. （原始内容存档于2018-04-26）.
146. ↑  . 日本唱片協會. 2010  [2018-06-03]. （原始内容存档于2018-07-01）.
147. ↑  . 日本唱片協會. 2014  [2018-06-03]. （原始内容存档于2020-03-30）.
148. ↑  . KADOKAWA CORPORATION. 2000  [2020-03-05]. （原始内容存档于2020-03-30）.
149. ↑  . ORICON. 2006-05-25  [2018-06-03]. （原始内容存档于2018-07-01）.
150. ↑  . BARKS. 2010-01-31  [2018-06-07]. （原始内容存档于2018-07-01）.
151. ↑  . ORICON NEWS. 2019-04-11  [2020-03-05]. （原始内容存档于2019-09-21）.
152. ↑  . 日刊體育. 2019-01-27  [2020-03-05]. （原始内容存档于2020-03-30）.
153. 1 2 3  . MusicVoice. 2015-01-20  [2020-03-05]. （原始内容存档于2020-03-21）.
154. 1 2  . M-ON! MUSIC. 2016-06-07  [2020-03-05]. （原始内容存档于2020-03-30）.
155. 1 2  . ORICON NEWS. 2019-06-04  [2019-06-04]. （原始内容存档于2019-06-04）.
156. ↑  . ORICON NEWS. 2014-10-28  [2020-03-05]. （原始内容存档于2020-03-30）.
157. ↑  . ORICON NEWS. 2005-12-27  [2018-06-03]. （原始内容存档于2018-07-01）.
158. 1 2  . ORICON NEWS. 2020-03-05  [2020-03-05]. （原始内容存档于2020-03-26）.
159. ↑  . ORICON NEWS. 2010-12-23  [2018-06-03]. （原始内容存档于2018-06-17）.
160. ↑  . . B'z Party. 2015.
161. ↑  . ORICON NEWS.   [2020-11-25]. （原始内容存档于2020-12-18）.
162. ↑  . 日本放送協會（NHK）.   [2018-06-09]. （原始内容存档于2018-07-01）.
163. ↑  . rockin'on (rockin'on inc). 2018-09-07  [2018-11-23]. （原始内容存档于2018-11-23）.
164. ↑  . 日本放送協會（NHK）.   [2020-01-15]. （原始内容存档于2020-01-15）.
165. ↑  WOWOW於Facebook.
166. ↑  YouTube上的B'z 25th Anniversary DIGEST 1988-2013
167. ↑  . Niconico新聞. 2013-06-08  [2020-01-15]. （原始内容存档于2020-01-15）.
168. ↑  . BARKS. 2013-06-08  [2018-11-23]. （原始内容存档于2018-11-23）.
169. ↑  . Natalie. 2013-05-21  [2018-07-03]. （原始内容存档于2018-07-04）.
170. ↑  YouTube上的B'z 25th Anniversary YouTube Special Program
171. ↑  . Natalie. 2018-07-07  [2018-11-23]. （原始内容存档于2018-11-23）.
172. ↑  . BARKS. 2018-07-07  [2020-01-15]. （原始内容存档于2020-03-30）.
173. ↑  . Natalie. 2018-09-23  [2018-11-23]. （原始内容存档于2018-11-23）.
174. ↑   (新闻稿). サントリー食品インターナショナル. 2011-02-22  [2018-06-07]. （原始内容存档于2018-07-01）.
175. ↑   (新闻稿). サントリー食品インターナショナル. 2011-07-12  [2018-06-07]. （原始内容存档于2018-07-01）.
176. 1 2  . Natalie. 2011-12-08  [2020-01-15]. （原始内容存档于2018-07-01）.
177. ↑   (新闻稿). サントリー食品インターナショナル. 2012-02-24  [2018-06-07]. （原始内容存档于2018-07-01）.
178. 1 2  . Natalie. 2012-07-13  [2020-03-04]. （原始内容存档于2020-03-04）.
179. ↑  . B'z Official Website.   [2020-04-10]. （原始内容存档于2020-04-15）.
180. ↑  . B'z Official Website.   [2020-04-10]. （原始内容存档于2020-04-15）.
181. ↑  . B'z Official Website.   [2020-04-10]. （原始内容存档于2020-04-15）.
182. ↑  . B'z Official Website.   [2020-04-10]. （原始内容存档于2020-04-15）.
183. ↑  . B'z Official Website.   [2020-04-10]. （原始内容存档于2020-04-15）.
184. ↑  . B'z Official Website.   [2020-04-10]. （原始内容存档于2020-04-15）.
185. ↑  . B'z Official Website.   [2020-04-10]. （原始内容存档于2020-04-15）.
186. ↑  . B'z Official Website.   [2020-04-10]. （原始内容存档于2020-04-15）.
187. ↑  . B'z Official Website.   [2020-04-10]. （原始内容存档于2020-04-15）.
188. ↑  . B'z Official Website.   [2020-04-10]. （原始内容存档于2020-04-15）.
189. ↑  . B'z Official Website.   [2020-04-10]. （原始内容存档于2020-04-15）.
190. ↑  . B'z Official Website.   [2020-04-10]. （原始内容存档于2020-04-15）.
191. ↑  . B'z Official Website.   [2020-04-10]. （原始内容存档于2020-04-15）.
192. ↑  . B'z Official Website.   [2020-04-10]. （原始内容存档于2020-04-15）.
193. 1 2  . B'z Official Website.   [2020-04-10]. （原始内容存档于2020-04-15）.
194. ↑  . B'z Official Website.   [2020-04-10]. （原始内容存档于2020-04-15）.
195. ↑  . B'z Official Website.   [2020-04-10]. （原始内容存档于2020-04-15）.
196. ↑  . B'z Official Website.   [2020-04-10]. （原始内容存档于2020-04-15）.
197. ↑  . B'z Official Website.   [2020-04-10]. （原始内容存档于2020-04-15）.
198. 1 2  . B'z Official Website.   [2020-04-10]. （原始内容存档于2020-04-15）.
199. 1 2  . B'z Official Website.   [2020-04-10]. （原始内容存档于2020-04-15）.
200. 1 2  . 日產汽車.   [2021-02-07]. （原始内容存档于2021-05-21）.
201. 1 2  . B'z Official Website.   [2020-04-10]. （原始内容存档于2020-04-15）.
202. ↑  . B'z Official Website.   [2020-04-10]. （原始内容存档于2020-04-15）.
203. ↑  . B'z Official Website.   [2020-04-10]. （原始内容存档于2020-04-15）.
204. ↑  . B'z Official Website.   [2020-04-10]. （原始内容存档于2020-04-15）.
205. ↑  . B'z Official Website.   [2020-04-10]. （原始内容存档于2020-04-15）.
206. ↑  . B'z Official Website.   [2020-04-10]. （原始内容存档于2020-04-15）.
207. ↑  . B'z Official Website.   [2020-04-10]. （原始内容存档于2020-04-15）.
208. 1 2  . B'z Official Website.   [2020-04-10]. （原始内容存档于2020-04-15）.
209. ↑  . B'z Official Website.   [2020-04-10]. （原始内容存档于2020-04-15）.
210. ↑  . B'z Official Website.   [2020-04-10]. （原始内容存档于2020-04-15）.
211. ↑  . BARKS (JAPAN MUSIC NETWORK株式會社). 2018-10-08  [2021-02-22]. （原始内容存档于2021-05-06）.
212. ↑  . B'z Official Website.   [2020-04-10]. （原始内容存档于2020-04-15）.
213. ↑  . B'z Official Website.   [2020-04-10]. （原始内容存档于2020-04-15）.
214. ↑  . B'z Official Website.   [2020-04-10]. （原始内容存档于2020-04-15）.
215. 1 2  . B'z Official Website.   [2020-04-10]. （原始内容存档于2020-04-15）.
216. ↑  . B'z Official Website.   [2020-04-10]. （原始内容存档于2020-04-15）.
217. ↑  . CDJournal.   [2020-07-29]. （原始内容存档于2020-07-29）.
218. ↑  . B'z Official Website. VERMILLION RECORDS.   [2020-04-10]. （原始内容存档于2020-04-15）.
219. 1 2  . B'z Official Website.   [2020-04-10]. （原始内容存档于2020-04-15）.
220. ↑  . Natalie. 2007-01-31  [2018-06-11]. （原始内容存档于2018-07-01）.
221. ↑  . Natalie. 2007-02-26  [2018-06-11]. （原始内容存档于2018-07-01）.
222. ↑  . B'z Official Website.   [2020-04-10]. （原始内容存档于2020-04-15）.
223. ↑  . B'z Official Website.   [2020-04-10]. （原始内容存档于2020-04-15）.
224. ↑  . Natalie. 2008-09-16  [2018-06-11]. （原始内容存档于2018-07-01）.
225. ↑  . B'z Official Website.   [2020-04-10]. （原始内容存档于2020-04-15）.
226. ↑  . Natalie. 2009-02-25  [2018-06-11]. （原始内容存档于2018-07-01）.
227. 1 2  . B'z Official Website.   [2020-04-10]. （原始内容存档于2020-04-15）.
228. ↑  . B'z Official Website.   [2020-04-10]. （原始内容存档于2020-04-15）.
229. ↑  . Natalie. 2009-07-06  [2018-06-11]. （原始内容存档于2018-07-01）.
230. ↑  . Natalie. 2009-11-17  [2018-06-11]. （原始内容存档于2018-07-01）.
231. ↑  . B'z Official Website.   [2020-04-10]. （原始内容存档于2020-04-15）.
232. ↑  . CDJournal. 2011-02-22  [2020-01-15]. （原始内容存档于2020-01-15）.
233. 1 2 3  . B'z Official Website.   [2020-04-10]. （原始内容存档于2020-04-15）.
234. 1 2  . Natalie. 2011-03-05  [2018-06-11]. （原始内容存档于2018-07-01）.
235. ↑  . Natalie. 2011-04-05  [2018-06-11]. （原始内容存档于2018-07-01）.
236. ↑  . ORICON NEWS. 2011-06-01  [2018-06-03]. （原始内容存档于2018-07-01）.
237. ↑  . Natalie. 2011-07-12  [2018-06-11]. （原始内容存档于2018-07-01）.
238. ↑  . Natalie. 2012-02-01  [2018-06-11]. （原始内容存档于2018-07-01）.
239. ↑  . B'z Official Website.   [2020-04-10]. （原始内容存档于2020-04-15）.
240. ↑  . Natalie. 2012-02-24  [2018-06-11]. （原始内容存档于2018-07-01）.
241. ↑  . Natalie. 2013-04-05  [2018-06-11]. （原始内容存档于2018-07-01）.
242. ↑  . Natalie. 2013-04-09  [2018-06-11]. （原始内容存档于2018-07-01）.
243. ↑  . Natalie. 2013-06-10  [2018-06-11]. （原始内容存档于2018-07-01）.
244. ↑  . Natalie. 2014-11-13  [2018-06-11]. （原始内容存档于2018-07-01）.
245. ↑  . Natalie. 2014-11-28  [2018-06-11]. （原始内容存档于2018-07-01）.
246. ↑  . B'z Official Website.   [2020-04-10]. （原始内容存档于2020-04-15）.
247. ↑  . Billboard JAPAN. 2014-12-03  [2020-01-15]. （原始内容存档于2020-01-15）.
248. ↑  . Red Bull. 2015-02-12  [2020-01-15]. （原始内容存档于2020-01-15）.
249. 1 2  . B'z Official Website.   [2020-04-10]. （原始内容存档于2020-04-15）.
250. ↑  . BARKS. 2015-05-15  [2018-06-08]. （原始内容存档于2018-07-01）.
251. 1 2 3 4  . B'z Official Website.   [2020-04-10]. （原始内容存档于2020-04-15）.
252. ↑  . Natalie. 2016-02-26  [2016-02-26]. （原始内容存档于2021-01-16）.
253. ↑  . Natalie. 2016-10-04  [2020-01-15]. （原始内容存档于2020-01-15）.
254. ↑  . Natalie. 2016-09-13  [2016-09-13]. （原始内容存档于2021-01-15）.
255. ↑  . Natalie. 2017-01-15  [2017-01-15]. （原始内容存档于2021-01-15）.
256. 1 2 3  . 2017-06-01  [2019-01-27]. （原始内容存档于2019-01-28）.
257. ↑  . Natalie. 2017-05-12  [2018-06-11]. （原始内容存档于2018-07-01）.
258. ↑  . Natalie. 2017-11-14  [2018-06-11]. （原始内容存档于2018-07-01）.
259. ↑  . Natalie. 2017-11-17  [2018-06-11]. （原始内容存档于2018-07-01）.
260. ↑  . Natalie. 2018-08-31  [2018-11-23]. （原始内容存档于2018-11-23）.
261. ↑  . Natalie. 2018-10-02  [2018-11-23]. （原始内容存档于2018-11-23）.
262. ↑  . Natalie. 2018-10-08  [2018-11-23]. （原始内容存档于2018-11-23）.
263. ↑  . Natalie. 2018-11-01  [2018-11-23]. （原始内容存档于2018-11-23）.
264. ↑  .   [2018-11-26]. （原始内容存档于2019-02-15）.
265. 1 2 3  . 產經新聞. 產業經濟新聞社. 2019-10-09  [2020-04-09]. （原始内容存档于2020-04-15）.
266. ↑  YouTube上的リポビタンＤ「立ち向かう人」篇 30秒
267. ↑  . Natalie. 2019-04-03  [2019-06-01]. （原始内容存档于2019-04-10）.
268. ↑  . Natalie. 2019-07-06  [2019-07-09]. （原始内容存档于2019-07-08）.
269. ↑  【リポＤ】ラグビー応援部於Twitter.
270. ↑  . B'z Official Website. VERMILLION RECORDS. 2020-04-13  [2020-04-14]. （原始内容存档于2020-04-15）.
271. ↑  drama_suits的2020年4月13日的推文- Twitter
272. ↑  . B'z Official Website. VERMILLION RECORDS. 2021-04-01  [2021-04-01]. （原始内容存档于2021-04-12）.
273. ↑  . B'z Official Website. VERMILLION RECORDS. 2021-04-15  [2021-04-15]. （原始内容存档于2021-04-23）.
274. ↑  . Music Natalie. 2021-12-17  [2022-01-02]. （原始内容存档于2021-12-17）.
275. ↑  . B'z Official Website. VERMILLION RECORDS. 2022-01-05  [2022-01-05]. （原始内容存档于2022-01-05）.
276. ↑  . B'z Official Website. VERMILLION RECORDS. 2022-04-05  [2022-04-05]. （原始内容存档于2022-06-21）.
277. ↑  . Music Natalie. 2023-04-24  [2023-04-24]. （原始内容存档于2023-04-30） （日语）.
278. ↑  . Music Natalie. 2024-09-06  [2024-09-06]. （原始内容存档于2024-09-10） （日语）.

## 外部連結
- B'z Official Website
- B'z的Facebook專頁
- B'z的X（前Twitter）
- B'z的Instagram帳戶
- YouTube上的B'z Official YouTube Channel頻道